# Himmeroder Hof (Andernach)

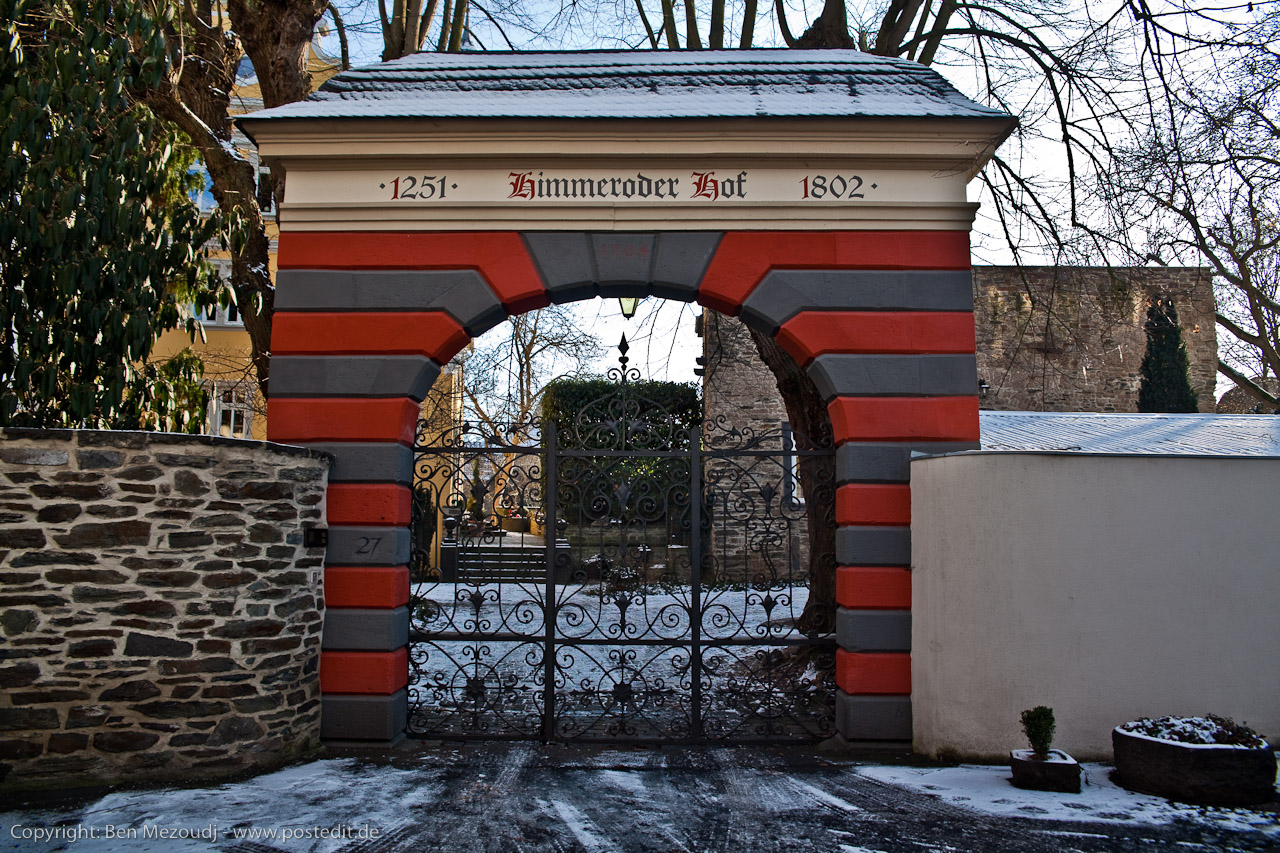
Torbogen des Himmeroder Hofs

Der Himmeroder Hof ist eine denkmalgeschützte im Kern mittelalterliche Wohnanlage in der Großen kreisangehörigen Stadt Andernach im Landkreis Mayen-Koblenz im nördlichen Rheinland-Pfalz.

## Geschichte und Beschreibung
Aus dem Erbe der Begine Sophie von Andernach erwarb die Zisterzienserabtei Himmerod im ausgehenden 13. Jahrhundert den Himmeroder Hof, einen zweigeschossigen Bau mit rechteckigem Grundriss. Spätestens in der Barockzeit wurde die Anlage zu beiden Seiten erweitert. Nordöstlich wurde ein kleiner Flügel angebaut. Der Torbogen stammt von 1704, die Remise von 1774. 1895 wurde der Komplex im Stil der Neorenaissance überformt.
Der Hof galt damals als Mittelpunkt des Abteibesitzes von Himmerod.
1701 wurde innerhalb der Hofanlage eine freistehende Kapelle aus verputztem Bruchstein als rechteckige Halle mit dreiseitigem Apsisabschluss, Satteldach sowie Kreuzkappengewölbe mit Gurtbögen, Gewölberippen und Schlusssteinen errichtet. Sie wurde von Januar bis August 2017 unter der Leitung des Koblenzer Architekturbüros Naujack Rind Hof GmbH umfassend renoviert. Bauherr war die Andernacher Firma Doetsch & Hellinger Immobilien GmbH.
Die Kapelle wird unter anderem für Trauungen und diverse Veranstaltungen genutzt.

## Denkmalschutz
Der Himmeroder Hof ist in der Liste der Kulturdenkmäler in Andernach verzeichnet.